# Grosbous - Seitert
Grosbous - Seitert este o arie protejată (arie specială de conservare — SAC, sit de importanță comunitară — SCI) din Luxemburg întinsă pe o suprafață de 21,61 ha, integral pe uscat.

## Localizare
Centrul sitului Grosbous - Seitert este situat la coordonatele 49°48′39″N 5°58′56″E / 49.8108°N 5.9822°E.

## Înființare
Situl Grosbous - Seitert a fost declarat sit de importanță comunitară în decembrie 1998 pentru a proteja 1 specie de plante și 4 specii de animale. Situl a fost protejat și ca arie specială de conservare în noiembrie 2009.

## Biodiversitate
Situată în ecoregiunea continentală, aria protejată conține 1 habitat natural: Păduri de fag Asperulo-Fagetum.
La baza desemnării sitului se află mai multe specii protejate:
- plante (1): mușchi (Dicranum viride)
- păsări (1): gaia roșie (Milvus milvus)
- amfibieni (1): triton cu creastă (Triturus cristatus)
- mamifere (2): liliac cu urechi mari (Myotis bechsteinii), liliac comun (Myotis myotis)

Pe lângă speciile protejate, pe teritoriul sitului au mai fost identificate 3 specii de mamifere.